# Християнське мистецтво
Християнське мистецтво — мистецтво (живопис, скульптура, музика) християнської церкви, культури, як і християнського світу загалом. 

## Історія християнського мистецтва

### Архітектура і мистецтво Візантії V-VIII ст.
В історії культури навряд чи можна знайти мистецтво складніше, ніж візантійське – перш за все поєднанням основ, які здавались непоєднуваними, бо тут схрещувались найрізноманітніші художні традиції. Труднощі становлення такого мистецтва, важкі пошуки нового стилю випливали також із складності тих завдань, які християнська церква, що утверджувалась, ставила перед мистецтвом.
Константинополь вбирав у себе все – і абстрактний орнамент Сходу, і те живе, що уціліло від важкої застиглої сили Стародавнього Риму, і нову архітектуру храмів та багатообіцяльні досягнення мозаїчного мистецтва, лінійну виразність сирійської художньої школи та шляхетне відлуння еллінізму – словом, всі пошуки і всі впливи, що переплітались у багатонаціональному світі, – а потім поступово переплавляв це все у струнку художню систему.
Щоб храм вмістив якнайбільше мирян, християнське зодчество взяло за зразок античні прямокутні споруди – так звані базиліки, розподілені на кілька поздовжніх частин-нефів. Такий тип храму із середнім просторим і високим нефом, а надалі – на Сході – і поперечним, що надавав храмові форми хреста, одержав назву базилікального. Виник й інших тип храму – з куполом у центрі, зобов'язаний появою, напевне, зодчим Грузії та Вірменії. Якщо храм був місцем молитовного спілкування, його внутрішня будова і опорядження набували визначального значення. Сорок вікон «Святої Софії», прорізаних під напівсферичним куполом у товщі стін та ніш, заливали світлом оздоблений мозаїками внутрішній простір храму, а у великі свята тут запалювались канделябри у вигляді дерев, срібні панікадила й лампи. Світле, золотаве тло мозаїк, свого роду «кам’яного живопису», запалювало серця і своїм сяянням викликало стан екстазу. Мозаїки сприймалися не як площина і не як глибина, а як якийсь інших світ, надчуттєвий, потойбічний, трансцендентний, в якому фігури наче висять у нематеріальному, пронизаному світлом середовищі.
Першого розквіту візантійське мистецтво досягло у VI столітті при імператорі Юстиніані. Величезна імперія була на той час найбільшою і найсильнішою державою Європи. Тут існувала величезна кількість ремісничих майстерень, вояків, архітекторів,  безліч купців. В одній лише столиці в цей час було споруджено тридцять церков, які сяяли золотом, сріблом і різнокольоровими мармурами. Свята Софія постала серед них найпершою. Для неї Рим постачав колони з порфіру, взяті з храму бога сонця, Ефес – колони із зеленого мармуру, усі кінці імперії – мармур рідкісних порід. Відоме й візантійське срібло VI ст. – багато прикрашені хрести, чаші, ковші, тарелі, позначені великою майстерністю. Процвітало у Візантії різьблення по слоновій кістці. Зразок цього мистецтва – трон архієпископа Максиміліана в Архієпископському музеї в місті Равенна. Цікавий зразок мистецтва і диптих із зображенням циркових сцен (V ст.), який виділяється яскравістю і майстерним виконанням фігур звірів.
Ще однією видатною пам’яткою Візантії того часу нікейські мозаїки з церкви Успіння у Нікеї (Мала Азія), в образах яких стільки багатства та емоційної сили, овіяної еллінською красою, що вона могла б налякати догматиків християнства.
Однак у VII ст. візантійська культура пережила тривалу кризу, пов’язану з виникненням іконоборчого руху, представники якого вважали зображення Бога у людськой зовнішності - профанацією християнської релігії. Імператорська влада, підтримавши цей рух, почала масово знищувати ікони, натомість прикрашаючи церкви рослинними орнаментами. Коли ж врешті-решт перемогли прихильники ікон, вони у свою чергу нищили ці орнаменти, не рахуючись з їх художньою цінністю.
Після деяких вагань художня творчість цілеспрямовано обрала свій шлях. Однак тепер мозаїки, фрески та ікони мусили виражати найглибшу духовність, щоб не виникало сумніву в їх праві передавати сутність божества. Спіритуалізм стає панівним, фігури втрачають свою матеріальність, обличчя набувають аскетичного характеру, простір спрощується і схематизується. У мистецтві вводяться суворі канони, воно передає лише духовну сутність світу і людини.
Мозаїки монастирської церкви у Дафні (біля Афін) – можливо вершина зрілого візантійського стилю ХІ-ХІІ ст. – другий період підйому візантійського мистецтва. У цей час відбувається розквіт станкового живопису – іконопису із застосуванням вже не воскових барвників, а яєчної темпери. На жаль, невідомо, хто є автором однієї з найвідоміших і найпрекрасніших ікон, що називається у нас Володимирською Богоматір’ю. Вже у 1155 р. вона була у Києві, а нині зберігається в Москві ( Третьяковська галерея ). Прекрасний образ виражає світову скорботу – таку ж величну і довічну, як радість буття.
Є у візантійській культурі, крім ікон, майстерні декоративні філігранні заставки, книжкові ілюстрації, зразки емалі.

### Романська культура: літургія та карнавал
У культовій архітектурі романського періоду дерево витіснив камінь. Камінь замінив дерево також і в фортечних мурах, що оточували замок феодала. Тип феодального замку складався саме в цю епоху: він стояв на підвищенні, на зручному для спостереження й оборони місці і був символом влади феодала над навколишніми землями.
Склався стиль романської архітектури. Суворість, простота гладких стін (різьблення лише на капітелях колони) — в Оверні, надмір зовнішнього декору — в Пуатьє, величні храми у Нормандії і Бургундії. Церкви, збудовані на дорозі до «святих місць», були величезні за розмірами, розраховані на велику кількість пілігримів та місцевих парафіян.
ХІ-ХІІІ ст. — час розквіту монументального мистецтва: як живопису, так і скульптури. Розписи вкривали стіни і склепіння храмів, скульптура була і в інтер'єрі, і назовні. Дискусії в галузі теології, виникнення єресей (проти однієї, єресі катарів, папа  1209  року оголосив навіть хрестовий похід) тощо — все це призвело до того, що мистецтво на вимогу церкви повинно було не тільки виховувати й навчати, а й застрашувати. Звідси обов'язковий «Страшний суд», апокаліпсичні видіння, ордалії, історія страждань і смерті Ісуса Христа («Страсті Христові»), житія святих — страдників за віру. Виникає застрашливе зображення диявола. Боротьба за людську душу між ангелами і сатаною стає улюбленим мотивом романського мистецтва.
Розвивається книжкова мініатюра, що становить собою живу та яскраву розповідь (заголовна літера, ініціал розростались у цілу картину). Яскраві барви, оклад з коштовного металу, слонової кістки, коштовного каміння, емалі перетворювали середньовічний рукопис у коштовну річ. Книги переписували ченці в спеціальних майстернях — скрипторіях (особливо славилися скрипторії французьких, англійських та ірландських монастирів). Окремої уваги заслуговує каролінзька рукописна книга. У Каролінзькій імперії (кінець VIII — перша половина ІХ ст.) виникло кілька великих центрів виготовлення книг.
Романський період — це пора найвищого розквіту середньовічної культури: світської літератури і поезії, театру, в якому ставлять і містерії, і світські фарси; музики, де на зміну унісону прийшло багатоголосся церковних хорових гімнів.
Середньовічний героїчний епос репрезентований такими літературними пам'ятками, як французька «Пісня про Роланда», іспанська «Пісня про мого Сіда», німецька «Пісня про Нібелунгів», вірменська поема «Давид Сасунський» та ін. Німецький героїчний епос «Пісня про Нібелунгів», складений очевидно між 1200—1210 рр. придворним шпільманом (як називали бродячих поетів, акторів і музикантів), ґрунтується на подіях і легендах раннього середньовіччя — епохи великого переселення народів, зокрема на легендах, пов'язаних із завоюванням Європи гунами на чолі з Аттилою (Єтцелем) у V ст. невідомий талановитий поет виклав два цикли народних легенд, які існували ще з VI ст.: історію трагічного кохання нідерландського королевича Зигфріда і бургундської принцеси Брунгільди, а також історію загибелі королівства, заснованого у V ст. східногерманським племенем бургундів (нібелунгів), яке у 436 р. захопили гуни. Це монументальний твір, що включає 39 «авентюр» (пісень, частин) і має 9 тисяч рядків.
Саме в часи середньовіччя остаточно складається образ лицаря (рицаря) як взірця, що уособлює ряд неодмінних , відповідно до цінностей епохи — чеснот.
Зазвичай лицар мав походити з хорошого роду, але іноді у лицарі посвячували за виняткові воїнські подвиги. Згодом — і все частіше в міру розвитку міст — можна було купити цей привілей. Зростання ролі бюргерства змусило еліту виробляти кодекс, який можна було б протиставити намірам «третього стану» підніматися на все вищі щаблі у суспільстві. Тому в куртуазній літературі герой неодмінно вихвалявся чудовим генеалогічним деревом. Лицар мав бути вродливим, що звичайно підкреслювали його шати, рясно прикрашені золотом і коштовним камінням; пасували вбранню обладунок і упряж. У хроніста четвертого хрестового походу слово «благородно» означало те саме, що й «благо», «розкішно», «пречудово». Лицар мав бути сильним, бо інакше не зміг би носити обладунок вагою 60-80 кілограмів. Найстрашніше обвинувачування для лицаря — брак мужності. Щоб уникнути звинувачення у боягузтві, лицар ладен забути про успіх справи, якій служить.
Двобої лицарів із закритим обличчям є в куртуазних романах темою трагічних історій, в яких лицар, піднявши забрало переможеного, переконується, що вбив близького родича або улюбленого друга. Звичай закривати обличчя забралом пояснюється, на думку Монтеск'є тим, що дістати удар в обличчя вважалось особливо ганебним: вдарити в обличчя можна було тільки людину низького звання.
Коли ми сьогодні говоримо про лицарську поведінку, то звичайно маємо на увазі ставлення до ворога і ставлення до жінки.
Славу здобувала не стільки перемога, скільки поведінка в бою. Загибель ставала добрим завершенням біографії, бо лицарю було важко примиритися з роллю немічного старця. «Правила гри», обов'язкові в бою, диктувалися повагою до ворога, «ігровим» ставленням до життя, гуманністю і наданням супротивнику рівних шансів. Якщо супротивник упав з коня (а в обладунку він не міг піднятися в сідло без сторонньої допомоги), то той, хто вибив його з сідла, теж злізав з коня, щоб вирівняти шанси. «Я ніколи не вб'ю лицаря, який упав з коня! — проголошував Ланселот. — Боронь Боже зазнати такої ганьби!» Лицар не добиває людину похилого віку, «доозброює» супротивника (Ланселот, лицар без страху і докору, не міг пробачити собі того, що у запалі бою вбив двох неозброєних лицарів, а коли помітив це, було вже запізно. Він обіцяв податися на прощу пішки, в самій лише полотняній сорочці аби замолити гріх). Він не вбиває противника зі спини.
«Воювати і любити!» — таке гасло лицаря, бути закоханим — його обов'язок. У піснях Марії Французької говориться про славного лицаря, який не звертав уваги на жінок. Це велике зло і провина перед природою, зауважує автор. Кохання повинно бути взаємно вірним, має долати серйозні труднощі і тривалу розлуку.
Звичайною темою куртуазного роману є випробування вірності. В одній з балад Марії Французької батько обіцяє віддати за лицаря доньку, якщо той без перепочинку віднесе її на руках на вершину високої гори. Дівчина, від щирого серця бажаючи коханому успіху, морить себе голодом і вдягає найлегшу сукню, аби допомогти йому. Історія, одначе, закінчується трагічно: лицар на фініші падає мертво.
Кохання неможливе без таємниць і потаємних зустрічей, без ревнощів та страху втратити кохану. Оскільки у шлюбі цього всього немає, то святість сім'ї для лицаря нічого не важить. Культ жінки досить умовний: «Слуга в коханні, пан у шлюбі» — так характеризує істинне становище лицаря один з дослідників. Рукоприкладство було справою звичною у сім'ях знаті. Подружня невірність, для чоловіків прийнятна річ, у жінок каралася (в легендах епохи) спаленням на вогнищі. Щоправда, коли засуджену з розпущеними косами і в полотняній сорочці вели до місця покарання, в останню мить звичайно з'являвся лицар, ладний мечем довести будь-кому її безвинність, причому безвинність ця, всупереч будь-якій очевидності, виявлялася незаперечною.
Емоційне життя середньовічного простолюдина тяжіло немовби до двох полюсів — християнської літургії (вона живила чуттєвий світ людини піднесеними, релігійними мотивами) і карнавальної, сміхової стихії.
Карнавальні, як узагалі всі обрядово-видовищні форми, організовані на підставі сміху, вважає М. М. Батхін, начебто будували по той бік усього офіційного другий світ і інше життя. Це особливого ґатунку двомірність, без урахування якої ні культурну свідомість середньовіччя, ні навіть культуру Відродження не можна вірно пізнати й оцінити. Знову ж, за М. М. Батхіним, цілий неосяжний світ сміхових форм та проявів протистояв офіційній і серйозній (за тоном) культурі. Вони були позацерковні, позарелігійні і вельми різноманітні. Насамперед — це свята карнавального типу на майданах: багатоденні, зі складними дійствами й походами на майданах і вулицях. Важливе в них те, що карнавал — не видовище, у ньому живуть усі, бо за своєю природою він всенародний. Поки карнавал триває, для жодної людини немає іншого життя, крім карнавального; від нього нікуди не подінешся, бо карнавал не знає кордонів. Протягом карнавалу живуть за законами карнавальної свободи (як в античному Римі під час сатурналій): це тимчасовий вихід за межі звичайного життя, коли дозволено дуже багато з того, що звичайно заборонено або осуджується, коли відміняються всі ієрархічні відносини, привілеї, норми, панує особлива форма вільного фамільярного контакту між людьми, відокремленими у звичайному житті нездоланними бар'єрами цивільного, майнового, службового, сімейного і вікового стану, коли треба неухильно виконувати етикет і дотримуватися пристойності. Під час карнавалу можна пародіювати всі серйозні церемоніали: прославляння переможців на турнірах, церемонії посвячення у лицарі та ін.
Крім карнавалів у власному розумінні слова влаштовувалися також «свято дурнів» і «свято осла». Навіть так звані храмові свята супроводилися ярмарками і різними врочистостями на майданах за участю велетнів, карликів, потвор, «учених» звірів. Блазні й дурні були незмінними учасниками громадських і побутових церемоніалів та обрядів.
Постійне роздвоєння життя на релігійне й мирське найкраще ілюструється ситуацією із середньовічним театром, в якому ці два начала постійно змагаються. Серед джерел середньовічного театру також знаходимо літургію і карнавальну стихію — це балади і танцювальні пісні трубадурів, вистави сільських жартівників і танцюристів, які поступово стають професіональними витівниками-гістріонами.
Щодо літургічної (церковної) драми, то вже у ІХ ст. театралізується меса, виробляється ритуал читання в особах епізодів легенд про народження Ісуса Христа, про його поховання і воскресіння. З часом літургічна драма від простих сценок переходить до складніших — з костюмами, режисерськими інструкціями. Усе це роблять самі священики. Надалі драма відокремлюється від меси, переходить з латини на місцеву мову, в ній з'являються побутові деталі, природні жести («Похід пастухів», «Похід пророків»).
Щоб не позбавитися послуг театру (бувши не в змозі підкорити його), церковна влада виводить літургічну драму з-під склепіння храму на паперть. Народжується напівлітургічна драма (середина ХІІ ст.). Але тепер уже міська юрба диктує їй свої смаки, змушуючи показувати вистави у дні ярмарків, а не церковних свят, давати побутове тлумачення біблійним сюжетам. Особливо любила публіка сцени з бісами, наділяючи їх рисами середньовічного вільнодумця. У ХІІІ ст. комедійний струмінь у театральному видовищі заглушався театром міраклю, який теж мав своєю темою життєві, але звернені до релігії події. Саме слово «міракль» перекладається з латинської як «диво». І справді, всі колізії у цьому жанрі завершувалися втручанням божественних сил. — св. Миколи, Діви Марії тощо. Але і в ці сюжети проникали реальні біди й прикрощі людей через недосконалість життя («Міракль про святого Миколу», «Міракль про Роберта-диявола»).

### Готичний стиль і схоластика
Схоластична методологія, яка багато в чому сприяла зверненню західноєвропейських богословів до вчення Платона та Аристотеля, склалась у трактатах візантійського богослова Іоанна Дамаскіна. Сутність її полягала у спробі логічного синтезу античної філософії і християнського віровчення, розуму і віри. «Схоластика, – писав О.І. Герцен, – була й не цілком релігійна, і не цілком наукоподібна від хисткості в логіці – вона шукала вірування, вона піддавала розмірковування найбуквальнішому розумінню догмата. Вона одного страхалась, як вогню: самобутності думки; їй аби відчувати поводок Аристотеля чи іншого визнаного керівника».
Виникнення схоластики було зумовлене прагненням церкви поставити розум на службу вірі, перетворити філософію на засіб логічного зміцнення богослов’я. Віра при цьому не тільки задавала тон, а й заздалегідь визначала кінцеву відповідь, до якої мали привести зусилля розуму. Для схоластики філософствувати – значило знайти переконливі посилання на авторитет.
Хоча схоластика і не створила жодних оригінальних ідей, певною мірою вона стимулювала розумовий розвиток людства – принаймні тому, що допомогла виявити ступінь прикладної значущості різних учень, апробувавши їх теоретичні якості. Без цієї складної і надзвичайно важкої роботи неможливим був би і дальший розвиток самої філософії.
Готичний храм, зберігши ту саму базилікальну форму, що й у романський період, має нову конструкцію склепіння, основою якого є каркасна система з нервюрами. Нервюри сходять у пучки на опорних стовпах, на яких концентрується все навантаження перекриттів. Нове склепіння неминуче викликало зміну інтер’єру. Його особливостями стали грандіозна висота, порівняно невелика товщина стовпів, витіснення, по суті, стіни величезними прорізами вікон, що в результаті викликало появу вітражів. В екстер’єрі панують вертикальні тяги, гладка поверхня стін закрита кам’яним мереживом, бо скульптура почала вкривати весь храм, особливо у Франції, де є блискучі взірці синтезу скульптури з архітектурою.
У скульптурному декорі, який заповнив увесь екстер’єр, та був різновидом проповіді, крім сцен із Священного Писання,  трапляються вже літературні повчальні сюжети і сцени з життя, іноді сповнені гумору.
Франція, особливо її центр Іль де Франс, вважається колискою готики. Рання готика репрезентована Собором Паризької Богоматері (п’ятинефний храм уміщував до 9 тисяч чоловік). В його конструкції виразно виявляються всі основні принципи готики, але від важкої романської архітектури – масивна гладінь стін, приземкуваті стовпи, незграбні вежі, обмежена кількість скульптури. Західний фасад став зразком для архітектури багатьох наступних соборів: над трьома вхідними порталами послідовно височіє так звана галерея королів, три великих вікна з «трояндою» посередині, дві вежі. Всі частини прикрашені стрілчастими арками.
Німецька готична архітектура склалася пізніше за французьку. Німецькі собори простіші, будинок сильніше витягнутий по вертикалі, шпилі веж дуже високі. Особливість – однобаштові храми, увінчані високим шпилем.
Для Північної Європи характерна цегляна готика. Найзнаменитішим циклом скульптур періоду готики незаперечно вважається скульптурний декор собору в місті Наумбург. Рельєфи «Страстей Христових», зображені на огорожі західного хору («Таємна вечеря», «Зрадництво Іуди», «Взяття під варту»), сповнені надзвичайного драматизму, реальності подій, проникливої достовірності. У самому приміщенні хору наумбурзькі майстри поставили 12 статуй засновників храму. Це ціла галерея людських характерів, дуже різних і протиставлених один одному.
У пізньоготичній німецькій скульптурі багато патетики, з’являються манірність, претензійність, надмірна витонченість, поєднання релігійної екзальтації з жорстокою натуралістичністю (дерев’яні скульптури «Розп’ятий» і «Оплакуваний»).
Готика Англії виникла дуже рано (наприкінці ХІІ ст.) й існувала до XVI ст. Слабкий розвиток міст призвів до того, що готичний собор став не міським, а монастирським, оточеним полями і луками. Звідси, очевидно, його «розпластаність» по горизонталі, розтягнутість у ширину, наявність безлічі прибудов. Домінанта собору – величезна вежа на середохресті. Найчистіший зразок ранньої англійської готики – собор у Солсбері, оспіваний згодом у пейзажах Дж. Констебла.
Головний готичний собор Англії – Кентерберійський, резиденція архієпископа Кентерберійського, національна святиня. Собор Вестмінстерського абатства в Лондоні – місце коронації і поховання англійських королів з часів короля Вільгельма Завойовника, згодом усипальниця великих людей Англії – близький до французької готики.
Починаючи із часу Столітньої війни будівництво в Англії скорочується. З цивільної архітектури цього періоду можна згадати найславетніший Вестмінстерський королівський палац (XIV ст.) з його Вестмінстер-холом площею 1500 кв.м.
В Італії дістали поширення лиш окремі елементи готики: стрілчасті арки, «троянди». Основа – суто романська: широкі приземкуваті храми, гладка площина стін яких часто інкрустована кольоровим мармуром, що створює смугасту поверхню фасаду (собор у Сієні). Приклад пізньої італійської готики – величезний Міланський собор, який вміщує 40 тисяч чоловік, найбільший храм Європи (початок будівництва XV ст. – кінець XVI ст.). Венецію й досі прикрашають її мармурові палаци з аркадами, що віддзеркалюються у каналах або лагунах (Палац дожів, 1310 р. – XVI ст.).
Готичні пам’ятки є в Нідерландах (ратуші в Брюгге, Брюсселі, Малині і т.д.), Чехії (собор святого  Віта і Карлів міст у Празі), Австрії (собор св. Стефана у Відні), Польщі (Вавельський собор під Краковом, Маріацький костьол у Кракові) та інших країнах Європи.
Фарс значною мірою вплинув на подальший розвиток театру Західної Європи. В Італії з фарсу народилася комедія дель арте; в Англії та Німеччині на зразок фарсу писали інтерлюдії, у Франції фарсові традиції живили мистецтво геніального Мольєра.
Досить популярні були пародії на культові тексти, сатиричні вірші (латинською мовою), а також застільні й любовні пісні епікурейського характеру.
Культура середньовіччя, яка існувала тисячоліття, висунула нове коло ідей та образів, нові естетичні ідеали, нові художні способи. Надихаючись духом християнства, мистецтво цього часу глибоко проникло у внутрішній світ людини. Інтерес мистецтва середньовіччя до духовності був величезним. Мислителі й художники цієї пори так само, як і в античності, прагнули гармонії, міркували про розумне влаштування світу. Але виражали це специфічно, абстрактнішою мовою.

### Християнське мистецтво епохи середньовіччя
Живописна культура Візантії досягає розквіту в IX—X ст. До цього періоду належать мозаїки церкви св. Софії, які зображають сцени міфічних персонажів та історичних осіб: імператор Лев Мудрий перед троном Христа, імператор Костянтин дарує Богоматері засноване ним місто тощо. Об'ємне моделювання, портретна схожість, благородні пропорції фігур, контрастна, багатокольорова гама характеризують ці мозаїки.
Зразки пізніших мозаїк збереглися в церквах Успіння в Нікеї та Дафні (біля Афін). Мозаїки тут складають органічну єдність з конструкцією храмів. Вони розміщені у верхній частині будівель і добре узгоджені із загальними архітектурними формами.
Нищівного удару Візантійській імперії на початку XIII ст. завдали хрестові походи. Храми і палаци були пограбовані, художні цінності — вивезені, майстри, які залишилися живими, емігрували. Проте вже на межі XIII і XIV ст. у візантійській культурі почалося своєрідне відродження мистецтва.
Повернення до традицій античності сприймалось як утвердження свого національного стилю. У живописі в цей час розширюється сама тематика, у композиціях переважають розповідні елементи, зростає роль пейзажу. Стіни храмів вкривають багатошаровими фресками, більше використовується декор. Відомими пам'ятками цього часу є мозаїки монастиря Хора в Константинополі. Сцени на біблійні, сюжети пройняті життєвою достовірністю та емоційністю.
Значного розвитку досягає у Візантії іконописне мистецтво. У багатьох музеях світу зберігаються чудові зразки візантійських ікон. Третьяковську галерею прикрашає знаменита ікона Володимирської богоматері, привезена з Візантії до Київської Русі ще в VII ст. Вона втілює благородство, ніжність, материнську красу. До жіночого обличчя горнеться дитя. Мати ніби передчуває трагічну долю сина. В її очах застиг смуток. Один із шедеврів живопису — ікона «Дванадцяти апостолів» — знаходиться в Музеї образотворчого мистецтва у Москві. Роботі властиві чіткий композиційний ритм, тематично-смислова спорідненість, благородство барв.
Значне місце у візантійській художній культурі займала мініатюра. Вона значною мірою відбивала реальну дійсність, подекуди наслідуючи античну традицію. До найкращих творів слід віднести Паризький псалтир (X ст.). У мініатюрі «Давид, що грає на лютні» образ музиканта приваблює реалізмом, значне місце в композиції посідає пейзаж.
Зберігаючи античні традиції, візантійське мистецтво виробило власний урочисто-репрезентативний стиль, пов'язаний головним чином з церковними догмами. Майстри Візантії зуміли надихнути канонічні форми реалістичністю, живими ознаками часу, емоційно наситити зображення.
У 1453 р. внаслідок турецького завоювання Візантійська імперія припинила своє існування. Проте вплив її культури яскраво позначився на мистецтві Західної Європи, південних слов'ян, Київської Русі, Закавказзя.
В епоху Середньовіччя Європа стала головним носієм культури католицької церкви, могутність якої постійно зростала. Вже у XII—XIII ст. римські папи видавали загальнообов'язкові акти (булли), володіли виключним правом скликати собори і санкціонувати їх постанови. Папа був вищою судовою інстанцією як у церковних справах, так і в справах світської влади. За Інокентія III (1160 — 1216) багато європейських монархів визнали себе його васалами. В боротьбі з непокірними папи використовували інтердикт — заборону відправ усіх богослужінь і релігійних обрядів на території тієї чи іншої держави, а також відлучення монархів від церкви, звільнення підданих від присяги королю.
На ниві духовного життя панувала папська курія, яка включала колегію кардиналів, канцелярію і судові установи. Це була справжня «духовна імперія», котра для боротьби з єретицтвом створила репресивний апарат — інквізицію; згідно з постановами IV Латеранського (1215 р.) і Тулузького (1229р.) соборів церква повинна була виявляти єретиків, засуджувати їх і передавати світській владі для покарання. Світські правителі під загрозою відлучення від церкви мусили негайно виконувати вироки, очищати свої землі від єресі.
Для боротьби з Реформацією і зміцнення папської влади католицька церква у 1534 р. створила чернечий орден єзуїтів, який також контролював у Європі майже всю освіту. Церква розробила своє правництво, основні норми якого іменувалися канонами. Джерелом канонічного права були Святе письмо, постанови церковних соборів, нормативні акти пап — конституції, булли, енцикліки. Це право регулювало не тільки внутрішньоцерковні відносини. Церковним судом вирішувалися справи про шлюб і сім'ю, підробку грошей, наклепи, фальшиві свідчення, оскільки вважалося, що такі проступки безпосередньо пов'язані з гріхопадінням.
Католицька церква була своєрідною папською теократією, заснованою на взаємовиключних принципах — аскетизмі та всесвітній владі. Поборники цих принципів вели вперту і жорстку боротьбу за те, щоб встановити у світі панування теократії й підкорити релігійному (католицькому) світогляду всі сфери людського життя — державу, економіку, право, літературу, мистецтво, науку.
Тому-то культура Західної Європи набрала виразного теологічного забарвлення. Антична філософія була замінена католицьким богослов'ям, у надрах якого зародилися оригінальні естетичні, етичні і логіко-філософські течії. Так, С. Боецій (480—525) — римський філософ-неоплатонік, автор праць з математики, теорії музики — своїми трактатами і коментарями до творів Арістотеля і Порфірія з логіки справив великий вплив на середньовічну схоластичну філософію. Зокрема, він чітко розмежував поняття буття (існування) і сутності. За Боецієм, сутність і існування як поняття збігаються тільки в Богові, який є простою субстанцією; що ж стосується створених речей, то вони за своєю природою не прості, а складні; щоб сутність отримала існування, вона повинна стати актом творіння Божої волі. Широкою популярністю користувався трактат Боеція «Про музику» в п'яти книгах, який містив виклад музично-теоретичних вчень стародавніх греків — від Піфагора і Арістоксена до Птолемея. Цей трактат став головним джерелом пізнання античної музичної теорії.

#### Християнське зодчество Русі
Під кінець X ст. з розвитком української державності великокнязівська влада приходить до необхідності створення єдиної системи офіційної релігії — християнства. Християнство стало найсильнішою зброєю в зміцненні державного і соціального ладу і з кожного погляду, мало винятково прогресивний характер — з ним починається нова доба в історії нашого народу, яка визначається прилученням до європейської цивілізації. На фундаменті християнства виростає християнська культура в усіх своїх виявах і формах.
Проте під личиною християнства ще протягом століть серед східних слов'ян зберігався релігійний дуалізм, або двовір'я, що полягало у дотриманні язичницьких за походженням звичаїв та обрядів (таких, зокрема, як святкування приходу весни, свято Святого Андрія Первозванного, свято Калити), витворився новий вид християнства, який увібрав, окрім власне християнської обрядовості, культи давніх старослов'янських вірувань. Із прийняттям християнства у Київській Русі поширилася нова, витончена й складно зорганізована релігія. Християнство принесло в наші землі культ Софії — Премудрості Божої. Мудрість, а з нею віра, надія, любов — це християнські цінності, які знайшли відгук у народі, котрий має характер, психологію, в цілому менталітет переважно жіночий і прислухається в своїх діях, перш за все, до свого серця. Недарма серед християнських культів святих найорганічніше українським народом був сприйнятий культ Богородиці — Матері всіх матерів.
Культурний розвиток Русі піднявся на новий щабель після прийняття християнства. З X ст. з його поширенням запановує візантійський стиль у ремеслах, письменстві, мистецтві, праві. Разом з ним відбулися якісні зміни в світогляді і побуті русичів: нова релігія широко відкрила двері візантійству в усіх сферах життя.
Християнство стало ідеологічним підґрунтям для феодальних відносин, сприяло входженню України-Руси в європейський культурний світ. Однак і після цього Україна-Русь не втратила самобутності, своєрідності в усіх галузях культури.
Із уведенням християнства піклування про освіту взяли на себе держава і церква. За князювання Володимира в Києві вже існувала державна школа, в якій навчалися діти з найближчого оточення князя. Школа для підготовки освіченого духівництва була відкрита Ярославом у Новгороді, котрий «зібрав від старостів і попових дітей триста учити з книг». Це було свого роду обов'язкове навчання для молоді з вищих станів, що мала займати вищі світські та духовні посади. У 1086 р., згідно з повідомленням літопису, дочка Всеволода Ярославича Янка (Анна) заснувала при Андріївському монастирі школу для дівчат. Крім державних та церковних шкіл, існувало й приватне навчання. Так, Феодосій Печорський здобував освіту в невеликому місті Курську, де він вчився в «єдиного вчителя» — літописця Нестора.
Продовженню і поглибленню освіти сприяли бібліотеки, які створювалися при монастирях та церквах. На Русі існувало багато книгозбірень, але перша і найбільша, заснована у 1037 р. при храмі Софії Київській. Любителями книг вважалися: Ярослав Мудрий, його син Святослав; князь Миколай Святоша витрачав на книги всю свою казну і дарував їх Печерському монастирю.
Отже, можна зробити наступний висновок: християнству в історії та культурі Європи 9-13 століття слід віддати провідне місце, оскільки ця релігія впливала на стосунки між державами, народами, позначилася на їх звичаях, науці, мистецтві тощо.